# Deutsche Sprintmeisterschaften 2023
Die 27. Deutschen Sprintmeisterschaften wurden vom 6. bis zum 8. Oktober 2023 in Heidelberg ausgetragen und vom Heidelberger Regattaverband 1923 organisiert. Die Rennstrecke auf dem Neckar führte von der Theodor-Heuss-Brücke zum Yachthafen. Insgesamt waren 62 Vereine mit 622 Sportlern (348 Männer und 274 Frauen) gemeldet.
Wie im Vorjahr wurden in 13 Bootsklassen Medaillen vergeben, davon je sechs bei den Männern und Frauen sowie eine in der Mixed-Klasse. Die Rennen wurden über eine Distanz von 350 Metern ausgetragen.

## Medaillengewinner

### Männer
| Bootsklasse            | Gold | Silber | Bronze |
| ---------------------- | --- | --- | --- |
| Einer                  | Gerrit Schäfer (GTRV Neuwied) | Ivan Maidachevskyi (RV Münster) | Max Krammenschneider (RK am Baldeneysee Essen) |
| Doppelzweier           | Kölner RV von 1877 Christian Förster Simon Mellin | RC Nassovia Höchst Jonas Gelsen Björn Stanischewski | Frankfurter RG Germania Leander Spalek Cedric Wiemer |
| Zweier ohne Steuermann | RRG Mülheim Julius Wagner Henrik Stoepel | TV 1877 Essen-Kupferdreh Benedikt Waldheuer Julius Kaim | Heidelberger RK 1872 Christopher Herpel Alexander Archner                                                                                                |
| Doppelvierer           | Kölner RV von 1877 Vincent Schmitz Jonas Karthaus Robin Goeritz Christopher Becerra                                                                                    | RV Münster Sebastian Hopf Leonard Allmann Sebastian Merschel Ivan Maidachevskyi                                                                               | Oldenburger RV Carl Eilers Jonathan Hüsing Lukas Rücken Jakob Daum                                                                                       |
| Vierer mit Steuermann  | RV Weser Hameln Florian Wissel Nick Armgardt Lars Wessel Maximilian Gümpel Julia Klemm (Stf.)                                                                          | RC Nürtingen 1921 Tom Klys Sven Liebrich Jurek Sauter David Wollschläger Micha Daniel Hümpfner (Stm.)                                                         | Osnabrücker RV Alexander Schawe Timo Strunk Fabian Windhorn Conrad Felsner Ricarda Hermansa (Stf.)                                                       |
| Achter                 | Kölner RV von 1877 Bruno Johann Hirsch Maxime Wülfrath Simon Mellin Jonas Karthaus Christian Förster Christopher Becerra Robin Goeritz Vincent Schmitz Pia Otto (Stf.) | RRG Mülheim Julius Wagner Francis Kinda-Olinga Dirk Passarek Dennis Dethmann Robert Wirth Henrik Stoepel Henning Käufer Simon Schlott Katharina Soldat (Stf.) | RV Weser Hameln Niklas Hölscher Nick Armgardt Florian Wissel Eric Edler Fabian Schönhütte Thore Wessel Lars Wessel Maximilian Gümpel Merle Wessel (Stf.) |

### Frauen
| Bootsklasse            | Gold | Silber | Bronze |
| ---------------------- | --- | --- | --- |
| Einer                  | Lisa Gutfleisch (Heidelberger RK 1872) | Lena Siekerkotte (Kettwiger RG von 1906) | Paula Lutz (Mannheimer RC von 1875) |
| Doppelzweier           | Frankfurter RC 1884 Marlene Zukunft Lena Kirchner | Hanauer RG 1879 Katharina Golüke Amelie Müller | Marburger RV von 1911 Fiona Hoffmann Caroline Joris |
| Zweier ohne Steuerfrau | Kettwiger RG Paula Burbott Lene Mührs | Mainzer Ruder-Verein von 1878 Anne Kistenpfennig Raphaela Werner                                                                                                   | Heidelberger RK 1872 Alina Steffens Elena Weyers |
| Doppelvierer           | Kettwiger RG von 1906 Julia Stoeber Lene Mührs Lena Siekerkotte Lea Schneider                                                                                     | Mainzer Ruder-Verein von 1878 Mareike Stölzner Inken Bargstedt Laura Brenker Linda Battling                                                                        | RU Arkona Berlin Maren Katharina Herrmann Olivia Rennicke Louisa Neuland Annett Mügge                                                                                      |
| Vierer mit Steuerfrau  | Osnabrücker RV Thea Felsner Theresa Hülsmann Maren Röwekamp Carla Kunze Lena Beckmann (Stf.)                                                                      | Hannoverscher RC von 1880 Janka Kirstein Ronja Reiners Eeske-Johanna Ubben Stephanie Krohne Julia Triesch (Stf.)                                                   | RU Arkona Berlin Ella Cosack Jessika Fuhr Wiebke Kaufhold Mandy Reppner Lisa Hellmers (Stf.)                                                                               |
| Achter                 | RU Arkona Berlin Maren Katharina Herrmann Olivia Rennicke Annett Mügge Jessika Fuhr Ella Cosack Louisa Neuland Wiebke Kaufhold Mandy Reppner Lisa Hellmers (Stf.) | Kettwiger RG von 1906 Pia Riethmüller Lilli Fischer Lena Siekerkotte Celina Schneider Lea Schneider Lene Mührs Emma Achenbach Paula Burbott Nadja Möllering (Stf.) | Frankfurter RG Germania Malou Wollenhaupt Anna Härtl Antonia Labonde Johanna Debus Rianne Lagerpusch Charlotte Johnson Hannah Reif Ida Kruse Annabel-Rhianne Pooley (Stf.) |

### Mixed
| Bootsklasse  | Gold                                                                            | Silber                                                                     | Bronze                                                                              |
| ------------ | ------------------------------------------------------------------------------- | -------------------------------------------------------------------------- | ----------------------------------------------------------------------------------- |
| Doppelvierer | TV 1877 Essen-Kupferdreh Kira Gerth Julius Kaim Benedikt Waldheuer Anne Fischer | Kölner RV von 1877 Merle Kellerhof Simon Mellin Christian Förster Pia Otto | Marburger RV von 1911 Fiona Hoffmann Niklas Schäfer Gerrit Gutberlet Caroline Joris |